# Sycandra
Genre
Espèce
Sycandra est un genre d'animaux de l'embranchement des éponges. Le genre est monotypique puisque seule l'espèce Sycandra utriculus est classée dans ce taxon. Une quarantaine d'espèces ont été rangées dans ce taxon mais seule S. urticulus n'a pas été rendue caduque par synonymie.